# Sebastiano Timpanaro
Sebastiano Timpanaro (Parme, 5 septembre 1923 – Florence, 26 novembre 2000) est un philologue classique et critique littéraire marxiste italien.

## Biographie
Il est le fils du physicien Sebastiano Timpanaro senior et de son épouse Maria Timpanaro Cardini. Il étudie à Florence auprès du fameux philologue classique Giorgio Pasquali, membre entre autres de l'Accademia Nazionale dei Lincei et de la British Academy.
Il choisit de refuser une carrière d'enseignant universitaire, sans pour autant renoncer à une activité scientifique véritablement impressionnante, orientée vers la philologie latine et grecque, la littérature italienne et quelques grands thèmes philosophiques des XIXe et XXe siècles : le marxisme, le matérialisme et la psychanalyse freudienne.
Il s'est également engagé dans la politique, militant initialement dans la gauche interne du parti socialiste italien ; en 1964, il rejoint le parti socialiste italien d'unité prolétarienne et au début des années 1970 le parti de l'unité prolétarienne. Ensuite, demeurant cohérent avec ses idées léninistes, il considère avec intérêt le projet de refondation communiste, mais sans jamais adhérer au parti communiste italien. Marxiste-léniniste convaincu, Timpanaro fait profession d'athéisme et appuie tout au long de sa vie les grandes causes de la gauche prolétarienne, aussi bien en Italie que dans le monde.

## Timpanaro et Lachmann
Dans la monographie fondamentale La Genèse de la méthode Lachmann, publiée pour la première fois en 1963, Timpanaro retrace les traits de l'histoire de la philologie, avec une référence particulière aux multiples intuitions et aux idées qui ont précédé les travaux de Karl Lachmann et auxquelles le savant allemand avait alors donné une formulation systématique et organique ; encore aujourd'hui la dite méthode Lachmann, bien que revisitée au fil des décennies, reste fondamentale pour préparer l'édition critique d'un texte, notamment d'un auteur latin ou grec.

## Timpanaro etL'infinito
Dans un article de 1966, intitulé « Di alcune falsificazioni di scritti leopardiani », Timpanaro a démontré que les trois esquisses de L'infinito de Giacomo Leopardi, publiés dans les Œuvres complètes, par Francesco Flora, à Milan, chez Arnoldo Mondadori Editore, en 1940, sont en réalité des faux.

## Œuvres
- La filologia di Giacomo Leopardi, Firenze, Le Monnier, 1955.
- La genesi del metodo del Lachmann, Firenze, Le Monnier, 1963.
- Classicismo e illuminismo nell'Ottocento italiano, Pisa, Nistri-Lischi, 1965.
- Giacomo Leopardi, Scritti filologici (1817-1832), a cura di Giuseppe Pacella e Sebastiano Timpanaro, Firenze, Le Monnier, 1969.
- Il lapsus freudiano. Psicanalisi e critica testuale, Firenze, La Nuova Italia, 1975.
- Contributi di filologia e di storia della lingua latina, Roma, Edizioni dell'Ateneo & Bizzarri, 1978.
- Aspetti e figure della cultura ottocentesca, 1980, Nistri-Lischi, Pisa
- Paul H. T. d'Holbach, Il buon senso, Introduzione, traduzione e note di Sebastiano Timpanaro, Milano, Garzanti, 1985.
- Per la storia della filologia virgiliana antica, Roma, Salerno editrice, 1986.
- Cicéron, Della divinazione, Testo criticamente riveduto, introduzione, traduzione e note di Sebastiano Timpanaro, Milano, Garzanti, 1988.
- Nuovi contributi di filologia e storia della lingua latina, Bologna, Pàtron, 1994.
- Nuovi studi sul nostro Ottocento, Pisa, Nistri-Lischi, 1995.
- Sul materialismo, Milano, Unicopli, 1997
- a cura di Luigi Cortesi, Il verde e il rosso. Scritti militanti (1966-2000), 2001, éd. Odradek, Roma
- Virgilianisti antichi e tradizione indiretta, Firenze, Olschki, 2001.
- Contributi di filologia greca e latina, 2005, éd. Università degli studi, Firenze, a cura di Emanuele Narducci
- Alcune osservazioni sul pensiero di Leopardi, presentazione di Antonio Prete, Chieti, Solfanelli, 2015

## Distinctions
- 1995: Prix Antonio-Feltrinelli pour la philologie et la linguistique, décerné par l'Accademia dei Lincei[6]
- 1996: Premio Nazionale Letterario Pisa (prix national littéraire Pise) pour la littérature d'essai[7]